# 동아 닛산디젤트럭
동아 닛산디젤트럭은 쌍용자동차의 전신인 동아자동차에서 닛산디젤의 트럭을 1978년에서 1981년까지 생산한 차량이다. 동시대에 생산되던 동아 DA10와는 달리 엔진이 앞에 있는 보닛형식의 트랙터 트럭으로서 화물 운반능력이 DA20트럭이 나오기 전까지는 더 높았으며 이후 DA20이 출시되어서 단종에 이른다. 아주 극소수가 생산되어 많이 알려진 차량은 아니지만 고속도로 운송용 및 특수물자 운송용으로 쓰였음을 알 수 있다. 모델은 53톤 TW50HT 트랙터와 55톤 TF30 트랙터가 생산되었다.

## 기술적 정보

### TF30
TF30은 일본의 닛산디젤에서 개발한 55톤 대형 트랙터 트럭으로서 일본에서는 1973년에 등장하여 1979년에 단종된차량이다. 엔진은 닛산디젤의 7.412리터 6기통 UD6을 장착하였으며 최고출력 240마력을 내였다. TW50과는 캡과 프레임을 공유하나 엔진룸 보닛과 전조등에서 큰 차이를 보인다. 4X4형식도 있었으나 국내에서는 6X6형식만 생산되었다.

### TW50HT
TW50HT는 일본의 닛산디젤에서 개발한 53톤 트랙터 트럭으로서 일본에서는 1973년에 등장해 1980년에 단종된 차량이다. 차량을 개발할 당시 일본의 화물차 시장은 대부분의 회사들이 새로운 차량을 개발하고 있을 때였으며 특히 소비자의 요구에 따라 이전모델이 비하여 훨씬 더 출력이 높은 차량들이 개발되고 있었으며 닛산디젤은 새롭게 TW50과 TF30을 시장에 선보이고 여러 가지 가지치기 모델들을 내놨다. 엔진은 동아자동차에서 HA50 고속버스에도 사용하던 8기통 300마력의 RD8엔진을 탑재하였다. TW50HT는 마지막으로 생산된 닛산디젤의 보닛형식 트럭으로서 동아자동차는 후속 차종으로 DA20을 생산하게 된다.

## 분류
1. ↑  http://route0030.blog.fc2.com/blog-entry-138.html
2. ↑  http://route0030.blog.fc2.com/blog-entry-177.html